# Hidetsugu Yagi
Hidetsugu Yagi (八木 秀次, Yagi Hidetsugu, 28 de janeiro de 1886 – 19 de janeiro de 1976) foi um engenheiro de electricidade japonês, natural de Osaka. Enquanto trabalhava na Universidade de Tohoku, escreveu diversos artigos em inglês que introduziam uma nova antena desenhada pelo seu colega Shintaro Uda.
A Antena Yagi, patenteada em 1926, permite comunicação direccional usando as ondas electromagnéticas, actualmente instalada em milhões de casas por todo o mundo para recepção de rádio e TV. Também tentou, sem sucesso, introduzir um sistema de transferência de energia sem fio. Yagi participou na criação do Instituto Chiba de Tecnologia.
Foi presidente da Universidade de Osaka de Fevereiro de 1946 a dezembro de 1946.
Em 1942, tornou-se Director da Faculdade de Ciências Industriais da Universidade de Tóquio, em 1944 Director Geral do Instituto de Tecnologia e em 1946 também Director Geral da Universidade Imperial de Osaka. Foi condecorado com a Medalha de Honra Medal of Honor e o prémio Blue Ribbon em 1951, com a Ordem da Cultura em 1956, e em 1976 em título póstumo com o Grande Cordão da Ordem do Sol Nascente.